# Гуревич Олександр Йосипович
Олександр Йосипович Гуревич (1896, місто Білосток Гродненської губернії, тепер Польща — розстріляний 30 жовтня 1937, місто Москва, Російська Федерація) — радянський діяч, начальник Головного управління металургійної промисловості ВРНГ СРСР, заступник народного комісара важкої промисловості СРСР, член ЦВК СРСР 6—7-го скликань. Член Бюро ЦК КП(б) Білорусії в 1927 році. Член Центральної контрольної комісії ВКП(б) у 1927—1934 роках.

## Біографія
Народився в єврейській родині. У 1914 році закінчив Білостоцьку приватну гімназію, до Московського університету не вступив через відсоткову норму для євреїв. У 1915—1917 роках навчався в Московському комерційному інституті.
Член РСДРП(б) з 1916 року.
Брав активну участь в революційному русі, керував гуртком політосвіти, був секретарем Замоскворецького районного комітету РСДРП(б) у Москві. Учасник боротьби за радянську владу в Москві.
У 1918—1919 роках — завідувач відділу праці та член президії Замоскворецької районної ради міста Москви.
У 1919—1927 роках — секретар Московського обласного бюро Спілки металістів, член Президії ЦК Спілки металістів. Одночасно працював редактором журналу «Металлист».
У 1927 році закінчив Московський інститут народного господарства імені Плеханова.
У 1927—1930 роках — керівник Групи Народного комісаріату робітничо-селянської інспекції СРСР.
13 липня 1930 — 4 лютого 1932 року — член президії Центральної контрольної комісії ВКП(б).
У листопаді 1930—1932 роках — начальник Головного управління металургійної промисловості Вищої ради народного господарства (ВРНГ) СРСР та член Президії ВРНГ СРСР.
У 1932—1936 роках — начальник Головного управління металургійної промисловості Народного комісаріату важкої промисловості СРСР.
У грудні 1936 — 1937 року — заступник народного комісара важкої промисловості СРСР.
До липня 1937 року — заступник голови Державної планової комісії при РНК СРСР.
7 липня 1937 року заарештований органами НКВС. Засуджений Воєнною колегією Верховного суду СРСР 29 жовтня 1937 року до страти, розстріляний наступного дня. Похований на Донському цвинтарі Москви.
7 травня 1955 року посмертно реабілітований.

## Твори
- В. І. Ленін і професійні спілки. 2-е вид. М., 1925
- Теорія і політика заробітної плати. М., 1930;
- Перемога партії: чорна металургія до VII з'їзду Рад СРСР. М., 1935.

## Нагороди
- орден Леніна (23.03.1935)